# Amauromyza karli
Amauromyza karli är en tvåvingeart som beskrevs av Friedrich Georg Hendel 1927. Amauromyza karli ingår i släktet Amauromyza och familjen minerarflugor.
Artens utbredningsområde är Polen. Arten har ej påträffats i Sverige. Inga underarter finns listade i Catalogue of Life.